# Чайка (Міякинський район)
Ча́йка (рос. Чайка, башк. Чайка) — присілок у складі Міякинського району Башкортостану, Росія. Входить до складу Кожай-Семеновської сільської ради.
Населення — 31 особа (2010; 42 в 2002).
Національний склад:
- чуваші — 90%